# توماس پالاسیوس (بازیکن فوتبال)
توماس پالاسیوس زادهٔ (۲۸ آوریل ۲۰۰۳) یک بازیکن فوتبال اهل آرژانتین است که برای باشگاه فوتبال مونتزا در سری آ به عنوان مدافع میانی بازی می کند.